# Invidie (roman)
Invidie (în rusă Зависть, transliterat: Zavist) este un roman satiric al scriitorului rus Iuri Oleșa, publicat pentru prima dată în 1927.

## Rezumat
Romanul este despre un tânăr patetic pe nume Nikolai Kavalerov, care refuză să accepte valorile comuniste și este mistuit de dezgust și invidie față de binefăcătorul său, Andrei Babicev, un cetățean sovietic model care administrează o fabrică de cârnați de succes. Împreună cu fratele lui Andrei Babicev, Ivan, Kavalerov încearcă o revenire a tuturor sentimentelor vechi și meschine care au fost zdrobite în comunism. În cele din urmă, Ivan și Kavalerov sunt zdrobiți de propria lor nelegiuire.

## Context
Invidie a apărut pentru prima dată la sfârșitul anului 1927 în Krasnaia Nov, o revistă literară sovietică. Olesea a scris romanul în timp ce lucra la Gudok, un ziar larg citit al Sindicatului Feroviarilori. Alți autori ai ziarului au fost Mihail Bulgakov, Isaac Babel, Ilia Ilf și Evgheni Petrov.

## Stil
Encyclopædia Britannica numește Invidie „o satiră în tradiția romanului Însemnări din subterană”.

## Teme
Tema socială centrală a romanului este soarta intelectualității în societatea postrevoluționară a Rusiei. Romanul prezintă o ciocnire între statul industrial rațional și aspirațiile creative ale lui Nikolai Kavalerov. În ciuda entuziasmului lui Olesea pentru noua stare de lucruri, Invidie este unul dintre numeroasele romane rusești din secolul al XX-lea în care protagoniștii se ciocnesc de realitatea sovietică și, ca urmare, se trezesc marginalizați.